# 張禮聞
張禮聞，字來學，直隸廣德州人，民籍，明朝政治人物。

## 生平
建文元年（1399年），張禮聞中式應天府鄉試第三十四名舉人。建文二年（1400年），聯捷會試第三十名，殿試登庚辰科進士二甲第十二名，授戶科給事中，改杭州府教授，陞代府紀善。

## 家族
曾祖張仲實，祖父張惠之，父張進誠。
子张政，永乐十六年（1418年）进士。